# Tang Bin
Tang Bin (Fengcheng, 25 april 1986) is een voormalig Chinees roeister. Tang won tijdens de Olympische Spelen van 2008 in haar thuisland de gouden medaille in de dubbel-vier. Dit was de eerste olympische gouden medaille die China haalde bij het roeien. Een jaar eerder had Tang de bronzen medaille veroverd tijdens de wereldkampioenschappen in de dubbel-vier in München.

## Resultaten
- Wereldkampioenschappen roeien 2006 in Eton 4e in de dubbel-vier
- Wereldkampioenschappen roeien 2007 in München  in de dubbel-vier
- Olympische Zomerspelen 2008 in Peking  in de dubbel-vier
- Wereldkampioenschappen roeien 2010 in Cambridge 8e in de dubbel-twee
- Wereldkampioenschappen roeien 2011 in Bled 5e in de dubbel-vier
- Olympische Zomerspelen 2012 in Londen 5e in de dubbel-vier

1988: Kerstin Förster & Kristina Mundt & Beate Schramm & Jana Sorgers ·
1992: Sybille Schmidt  &  Birgit Peter  & Kerstin Müller & Kristina Mundt·
1996: Katrin Rutschow & Jana Sorgers & Kerstin Köppen & Kathrin Boron·
2000: Manja Kowalski & Meike Evers & Manuela Lutze  & Kerstin Kowalski ·
2004: Kathrin Boron & Meike Evers & Manuela Lutze & Kerstin Kowalski ·
2008: Tang Bin & Xi Aihua & Jin Ziwei & Zhang Yangyang ·
2012: Kateryna Tarasenko & Natalija Dovhodko & Anastasija Kozjenkova & Jana Dementjeva·
2016: Annekatrin Thiele, Carina Bär, Julia Lier, Lisa Schmidla ·
2020: Chen Yunxia & Zhang Ling & Lü Yang & Cui Xiaotong ·
2024: Lauren Henry & Hannah Scott & Lola Anderson & Georgina Brayshaw